# Bittacus banksi
Bittacus banksi är en näbbsländeart som beskrevs av Peter Esben-Petersen 1915. 
Bittacus banksi ingår i släktet Bittacus och familjen styltsländor. Inga underarter finns listade i Catalogue of Life.